# István Ferenczi
István Ferenczi (*Győr, Hungría, 14 de septiembre de 1977), futbolista húngaro. Juega de delantero y su primer equipo fue Győri ETO FC. 

## Selección nacional
Ha sido internacional con la Selección nacional de fútbol de Hungría, ha jugado 9 partidos internacionales y ha anotado 2 goles.

## Clubes
| Club             | País       | Año       |
| ---------------- | ---------- | --------- |
| Győri ETO FC     | Hungría    | 1995-1998 |
| Zalaegerszegi TE | Hungría    | 1998-1999 |
| Győri ETO FC     | Hungría    | 2000      |
| MTK Budapest     | Hungría    | 2000-2002 |
| Levski Sofia     | Bulgaria   | 2002      |
| VfL Osnabrück    | Alemania   | 2003-2004 |
| Vasas SC         | Hungría    | 2004      |
| Çaykur Rizespor  | Turquía    | 2005      |
| Debreceni VSC    | Hungría    | 2005-2006 |
| Zalaegerszegi TE | Hungría    | 2006      |
| Barnsley FC      | Inglaterra | 2007-2008 |
| Ferencvárosi TC  | Hungría    | 2008-2010 |
| Vasas SC         | Hungría    | 2010-     |

## Palmarés

### Campeonatos nacionales
| Título               | Club          | País    | Año  |
| -------------------- | ------------- | ------- | ---- |
| Soproni Liga         | Debreceni VSC | Hungría | 2006 |
| Supercopa de Hungría | Debreceni VSC | Hungría | 2006 |